# Pável Grudinin
Pável Nikoláyevich Grudinin (rus: Павел Николаевич Грудинин rus: ) (Moscou, Unió Soviètica, 20 d'octubre de 1960), és un polític i empresari rus, conegut per haver estat candidat a les eleccions presidencials de Rússia de 2018.

## Biografia
Fill d'agricultors, després d'estudiar enginyeria agrícola a la Universitat Estatal d'Agricultura de Moscou, Pável Grudinin va començar la seva carrera professional el 1982 com a enginyer mecànic en el sovjós "Lenin" a la regió de Moscou, on havia treballat la seva família, arribant al càrrec de director. Especialitzada en la producció de fruites i hortalisses, ha adoptat un model de producció ecològic.
En l'àmbit polític, va ser escollit tres vegades diputat de la Duma de l'Oblast de Moscou (1997-2011) i una com a diputat municipal de la ciutat de Vidnoye (2017-2019), sent destituït. Va ser designat pel Partit Comunista de la Federació Russa com a candidat independent a les eleccions presidencials de Rússia de 2018, amb el suport del Front d'Esquerres i també pel Bloc Nacional Patriòtic de Rússia, una unió de partits conservadors minoritaris. L'elecció va estar acompanyada de polèmica per ser considerat un burgès, per la seva militància anys enrere a Unitat (període 1999-2001) i Rússia Unida (període 2007-2010), i finalment per les revelacions de comptes bancaris a l'estranger.
El seu programa va incloure vint propostes principals, entre elles la nacionalització dels principals sectors de l'economia, l'augment dels salaris i pensions, el reforç dels serveis públics, etcètera. En les eleccions, finalment, Grudinin va obtenir el 11,77% dels vots, quedant en segon lloc darrere del reelegit president Vladímir Putin.
Posteriorment, ha estat rebutjat per la Comissió Electoral Central tant per substituir un escó de la Duma Estatal al 2019 com per ser escollit a les eleccions legislatives de 2021, ambdues per posseir, suposadament, actius offshore.
El 14 de novembre de 2019, Grudinin va anunciar que tenia la intenció de tornar a presentar-se a la presidència l'any 2024. En cas de victòria, Grudinin va prometre dissoldre la Duma de l'Estat i nacionalitzar els ingressos obtinguts il·legalment. Grudinin va dir que buscaria la nominació del Partit Comunista de la Federació Russa, mentre que si el partit proposava un altre candidat, Grudinin estaria disposat a donar-li suport.

## Vegeu més
- Partit Comunista de la Federació Russa
- Rússia Unida
- Front d'Esquerres